# Burke (Wisconsin)
Die Town of Burke ist eine von 34 Towns im Dane County im US-amerikanischen Bundesstaat Wisconsin. Im Jahr 2010 hatte die Town of Burke 3284 Einwohner.
Town hat in Wisconsin eine grundlegend andere Bedeutung als im übrigen englischsprachigen Bereich. Vielmehr entspricht sie den in den anderen US-Bundesstaaten üblichen Townships, die nach dem County die nächstkleinere Verwaltungseinheit bilden.
Das Gebiet der Town of Burke ist Bestandteil der Metropolregion Madison.

## Geografie
Die Town of Burke liegt im Süden Wisconsins, im nördlichen und nordöstlichen Vorortbereich von dessen Hauptstadt Madison. Der am Mississippi gelegene Schnittpunkt der drei Bundesstaaten Wisconsin, Iowa und Minnesota liegt rund 195 km westnordwestlich; nach Illinois sind es rund 80 km in südlicher Richtung.
Die Koordinaten des geografischen Zentrums der Town of Burke sind 43°09′40″ nördlicher Breite und 89°17′55″ westlicher Länge. Sie erstreckt sich über eine Fläche von 50,5 km². 
Die Town of Burke liegt im nördlichen Zentrum des Dane County und grenzt an folgende Nachbartowns und selbständige Gemeinden: 
|                  | Town of Windsor Village of DeForest         | City of Sun Prairie   |
| Town of Westport | Kompassrose, die auf Nachbargemeinden zeigt | Town of Sun Prairie   |
| City of Madison  | Town of Blooming Grove                      | Town of Cottage Grove |

## Verkehr
Die auf einer gemeinsamen Strecke verlaufenden Interstate Highways 39 und 90 bilden die östliche Umgehungsstraße der Stadt Madison und führen zum Teil durch das Gebiet der Town of Burke. Der U.S. Highway 151, die nordöstliche Ausfallstraße von Madison, verläuft zu einem Teil durch das Gebiet der Town of Burke. Der U.S. Highway 51 verläuft in Nord-Süd-Richtung durch das Gebiet der Town. Alle weiteren Straßen sind untergeordnete Landstraßen sowie teils unbefestigte Fahrwege.
Für den Frachtverkehr verlaufen zwei Eisenbahnstrecken der zur Canadian Pacific Railway gehörenden SOO Line Railroad durch das Gebiet der Town.
Der nächste Flughafen ist der Dane County Regional Airport in Wisconsins Hauptstadt Madison (direkt hinter der Grenze der Town).

## Bevölkerung
Nach der Volkszählung im Jahr 2010 lebten in der Town of Burke 3284 Menschen in 1244 Haushalten. Die Bevölkerungsdichte betrug 65 Einwohner pro Quadratkilometer. In den 1244 Haushalten lebten statistisch je 2,6 Personen. 
Ethnisch betrachtet setzte sich die Bevölkerung zusammen aus 92,2 Prozent Weißen, 2,3 Prozent Afroamerikanern, 0,3 Prozent amerikanischen Ureinwohnern, 2,5 Prozent Asiaten sowie 1,0 Prozent aus anderen ethnischen Gruppen; 1,7 Prozent stammten von zwei oder mehr Ethnien ab. Unabhängig von der ethnischen Zugehörigkeit waren 2,6 Prozent der Bevölkerung spanischer oder lateinamerikanischer Abstammung. 
23,9 Prozent der Bevölkerung waren unter 18 Jahre alt, 64,0 Prozent waren zwischen 18 und 64 und 12,1 Prozent waren 65 Jahre oder älter. 49,8 Prozent der Bevölkerung war weiblich.
Das mittlere jährliche Einkommen eines Haushalts lag bei 74.500 USD. Das Pro-Kopf-Einkommen betrug 30.990 USD. 3,2 Prozent der Einwohner lebten unterhalb der Armutsgrenze.

## Ortschaften in der Town of Burke
Neben Streubesiedlung existiert in der Town of Burke mit Token Creek noch eine weitere gemeindefreie Siedlung. 